# Liste der Baudenkmäler in Malching
Auf dieser Seite sind die Baudenkmäler in der niederbayerischen Gemeinde Malching zusammengestellt. Diese Tabelle ist eine Teilliste der Liste der Baudenkmäler in Bayern. Grundlage ist die Bayerische Denkmalliste, die auf Basis des Bayerischen Denkmalschutzgesetzes vom 1. Oktober 1973 erstmals erstellt wurde und seither durch das Bayerische Landesamt für Denkmalpflege geführt wird. Die folgenden Angaben ersetzen nicht die rechtsverbindliche Auskunft der Denkmalschutzbehörde.

## Baudenkmäler nach Ortsteilen

### Malching
| Lage                        | Objekt                              | Beschreibung | Akten-Nr.     | Bild                  |
| --------------------------- | ----------------------------------- | --- | ------------- | --------------------- |
| Hauptstraße 8 (Standort)    | Wohnhaus                            | Zweigeschossiger und traufständiger Flachsatteldachbau mit Kniestock und Dachvorschuss, flachem Mittelrisalit mit Zwerchhaus, Gusseisenbalkon und Putzgliederungen, um 1890 | D-2-75-132-1  | Wohnhaus              |
| Hauptstraße 17 (Standort)   | Wohnhaus                            | Zweigeschossiger und firstparalleler Walmdachbau mit gekehltem Traufgesims, um 1810/30 | D-2-75-132-2  | Wohnhaus              |
| Hauptstraße 23 (Standort)   | Katholische Pfarrkirche St. Ägidius | Saalkirche mit Polygonalchor, Chorflankenturm, zweigeschossiger Sakristei und Vorzeichen, Chor 1456, Langhaus 15./16. Jahrhundert, Turm 1884/85 erhöht; mit Ausstattung; Friedhofskapelle St. Salvator, Saalkirche mit Giebeldachreiter, um 1740, romanisiert 1873; mit Ausstattung; Friedhofsmauer aus Tuffquadern, mit Strebepfeilern, wohl nach 1810 | D-2-75-132-3  | weitere Bilder        |
| Hauptstraße 25 (Standort)   | Ehemaliges Pfarrhaus                | Jetzt Pfarrzentrum, zweigeschossiger Walmdachbau aus den Tuffquadern der abgegangenen Friedhofsbefestigung, 1810 | D-2-75-132-4  | Ehemaliges Pfarrhaus  |
| Hauptstraße 31 (Standort)   | Gasthaus Hofwirt                    | Zweigeschossiger und giebelständiger Flachsatteldachbau mit Dachvorschuss, Flugpfette und profilierten Balkonköpfen, 2. Viertel 19. Jahrhundert | D-2-75-132-5  | Gasthaus Hofwirt      |
| Hauptstraße 33 (Standort)   | Gasthaus                            | Ehemaliges Gasthaus zur Pos; stattlicher dreigeschossiger und fristparalleler Walmdachbau mit Standerker, kleiner Altane mit Gusseisengitter, Gesimsgliederungen und Tordurchfahrt, erbaut 1838; mit Ausstattung | D-2-75-132-6  | Gasthaus              |
| Hauptstraße 35 (Standort)   | Wohnhaus                            | Zweigeschossiger und giebelständiger, teilweise verputzter Blockbau mit vorschießendem Flachsatteldach und Schmiedeeisenbalkon, 2. Viertel 19. Jahrhundert | D-2-75-132-7  | Wohnhaus              |
| Hauptstraße 43 (Standort)   | Gasthaus Freudenstein               | Stattlicher zweigeschossiger Walmdachbau in Ecklage, mit Putzgliederungen, klassizistisch, bezeichnet 1835 | D-2-75-132-8  | Gasthaus Freudenstein |
| Hauptstraße 44 (Standort)   | Kleinhaus                           | Zweigeschossiger und giebelständiger, teilweise versteinerter Blockbau mit vorschießendem Flachsatteldach und zweiseitig umlaufendem Schrot, im Kern 2. Hälfte 18. Jahrhundert | D-2-75-132-9  | Kleinhaus             |
| Hauptstraße 47 (Standort)   | Wohnhaus                            | Zweigeschossiger und giebelständiger Blockbau mit vorschießendem Satteldach, Kniestock und rückseitigem Giebelschrot, im Kern Ende 17. Jahrhundert, Dach später aufgesteilt | D-2-75-132-10 | Wohnhaus              |
| Hauptstraße 51 (Standort)   | Bauernhaus                          | Zweigeschossiger und giebelständiger Blockbau mit aufgesteiltem Frackdach und Giebelbalkon, im Kern noch 17. Jahrhundert, Dach später | D-2-75-132-11 | Bauernhaus            |
| Hauptstraße 53 (Standort)   | Bauernhaus                          | Zweigeschossiger und traufständiger Obergeschoss-Blockbau mit vorschießendem Flachsatteldach, profilierten Kopfbügen und zweiseitig umlaufendem Schrot, 1. Drittel 18. Jahrhundert, Schrot um 1840 | D-2-75-132-13 | Bauernhaus            |
| Schützenstraße 1 (Standort) | Nebengebäude                        | Zugehöriges Nebengebäude, zweigeschossiger und giebelständiger Halbwalmdachbau mit Fußwalm und Traufschrot, 2. Viertel 19. Jahrhundert. | D-2-75-132-14 | Nebengebäude          |
| Schützenstraße 9 (Standort) | Bauernhaus                          | Zweigeschossiger und traufständiger Blockbau mit vorschießendem Flachsatteldach und kleinem Balkon, 17./18. Jahrhundert, 1797 rückwärts umgebaut | D-2-75-132-15 | Bauernhaus            |

### Bergham
| Lage                 | Objekt                                  | Beschreibung | Akten-Nr.     | Bild                                    |
| -------------------- | --------------------------------------- | --- | ------------- | --------------------------------------- |
| Bergham 1 (Standort) | Rottaler Bauernhaus eines Vierseithofes | Zweigeschossiger und verschindelter Blockbau mit vorschießendem Flachsatteldach und Giebelschroten, 1. Drittel 19. Jahrhundert; Stallgebäude, teilweise Obergeschoss-Blockbau mit Satteldach und Traufschrot, 2. Hälfte 19. Jahrhundert, im Kern wohl älter | D-2-75-132-16 | Rottaler Bauernhaus eines Vierseithofes |

### Berghausen
| Lage                                             | Objekt     | Beschreibung | Akten-Nr.     | Bild       |
| ------------------------------------------------ | ---------- | --- | ------------- | ---------- |
| Schützenstraße - Abzweigung Birkenweg (Standort) | Wegkapelle | Sogenannte Hofbauernkapelle, giebelständiger und polygonal schließender Satteldachbau mit Strebepfeilern, neugotisch, bezeichnet 1856; mit Ausstattung | D-2-75-132-17 | Wegkapelle |

### Biberg
| Lage                   | Objekt              | Beschreibung | Akten-Nr.     | Bild                |
| ---------------------- | ------------------- | --- | ------------- | ------------------- |
| Biberg 7 (Standort)    | Rottaler Bauernhaus | Vierseithof, geschlossene Anlage des 18. Jahrhunderts; Rottaler Bauernhaus, zweigeschossiger und giebelständiger Obergeschoss-Blockbau mit vorschießendem Flachsatteldach, Kniestock und zwei Giebelschroten, spätes 18. Jahrhundert, Erdgeschoss Backstein, wohl später; Westflügel, Stall mit Heuboden, Obergeschoss-Blockbau mit Satteldach und Traufschrot, Ende 18. Jahrhundert; Nordflügel Stadel mit Durchfahrt und Stalleinbau, verbretterter Ständerbau mit Steildach, 19. Jahrhundert; Ostflügel, Remise und Traidkasten mit Satteldach, Blockbau-Obergeschoss und Traufschrot, bezeichnet 1739 | D-2-75-132-18 | Rottaler Bauernhaus |
| Biberg 9 (Standort)    | Bauernhaus          | Stattlicher, zweigeschossiger und giebelständiger, teilweise verschalter Blockbau mit vorschießendem Satteldach, 2. Hälfte 18. Jahrhundert | D-2-75-132-19 | Bauernhaus          |
| Biberg 17 (Standort)   | Hakenhof            | Wohnteil zweigeschossiger und traufständiger Blockbau mit vorschießendem Satteldach und Tenne, 1. Drittel 19. Jahrhundert. | D-2-75-132-20 | Hakenhof            |
| Biberg 21 (Standort)   | Hakenhof            | Wohnteil zweigeschossiger und traufständiger, teilweise verschindelter Obergeschoss-Blockbau mit vorschießendem Satteldach, bezeichnet 1699, in der 1. Hälfte 19. Jahrhundert verändert | D-2-75-132-21 | Hakenhof            |
| Nähe Biberg (Standort) | Wegkapelle          | Polygonal schließender Satteldachbau mit Giebeldachreiter und Putzrahmung, neugotisch, Mitte 19. Jahrhundert (modernisiert bezeichnet 1840); mit Ausstattung | D-2-75-132-22 | Wegkapelle          |

### Bongern
| Lage                 | Objekt                     | Beschreibung | Akten-Nr.     | Bild                       |
| -------------------- | -------------------------- | --- | ------------- | -------------------------- |
| Bongern 2 (Standort) | Wohnhaus des Vierseithofes | Zweigeschossiger und giebelständiger Blockbau mit vorschießendem Flachsatteldach und zwei Giebelschroten, Anfang 19. Jahrhundert, Dach aufgesteilt | D-2-75-132-24 | Wohnhaus des Vierseithofes |

### Forstberg
| Lage                   | Objekt     | Beschreibung                                                                   | Akten-Nr.     | Bild       |
| ---------------------- | ---------- | ------------------------------------------------------------------------------ | ------------- | ---------- |
| Forstberg 1 (Standort) | Wegkapelle | Traufständiger Satteldachbau mit rundbogiger Öffnung, 1845 (modern bezeichnet) | D-2-75-132-25 | Wegkapelle |

### Harham
| Lage                | Objekt                     | Beschreibung | Akten-Nr.     | Bild                       |
| ------------------- | -------------------------- | --- | ------------- | -------------------------- |
| Harham 1 (Standort) | Wohnhaus des Vierseithofes | Zweigeschossiger und verschindelter Blockbau mit aufgesteiltem Dach, teilweise versteinert, im Kern 1. Drittel 19. Jahrhundert | D-2-75-132-27 | Wohnhaus des Vierseithofes |

### Hochleithen
| Lage                     | Objekt                      | Beschreibung | Akten-Nr.     | Bild |
| ------------------------ | --------------------------- | --- | ------------- | ---- |
| Hochleithen 1 (Standort) | Wiederverwendete Blockwände | Wiederverwendete Blockwände, Dachpfetten, Schrotbaluster und - säulen, 18./19. Jahrhundert, eines Bauernhauses von Weghof | D-2-75-132-29 | BW   |

### Hurn
| Lage              | Objekt                       | Beschreibung | Akten-Nr.     | Bild                         |
| ----------------- | ---------------------------- | --- | ------------- | ---------------------------- |
| Hurn 2 (Standort) | Wohnhaus eines Vierseithofes | Zweigeschossiger und traufständiger, teilweise verschalter Obergeschoss-Blockbau mit vorschießendem Flachsatteldach und zwei Giebelschroten, 1. Hälfte 19. Jahrhundert | D-2-75-132-31 | Wohnhaus eines Vierseithofes |

### Jetzenau
| Lage                  | Objekt                     | Beschreibung                                                                               | Akten-Nr.     | Bild                       |
| --------------------- | -------------------------- | ------------------------------------------------------------------------------------------ | ------------- | -------------------------- |
| Jetzenau 2 (Standort) | Wohnhaus des Vierseithofes | Zweigeschossiger und giebelständiger Halbwalmdachbau mit Putzgliederungen, bezeichnet 1847 | D-2-75-132-32 | Wohnhaus des Vierseithofes |

### Lindach
| Lage                    | Objekt     | Beschreibung                                                                  | Akten-Nr.     | Bild       |
| ----------------------- | ---------- | ----------------------------------------------------------------------------- | ------------- | ---------- |
| Nähe Lindach (Standort) | Hofkapelle | Giebelständiger Satteldachbau mit stichbogiger Öffnung, 1845; mit Ausstattung | D-2-75-132-35 | Hofkapelle |

### Nündorf
| Lage                         | Objekt     | Beschreibung | Akten-Nr.     | Bild       |
| ---------------------------- | ---------- | --- | ------------- | ---------- |
| Mühlbachstraße 18 (Standort) | Bauernhaus | Zweigeschossiger und traufständiger, teilweise verschalter Blockbau mit vorschießendem Flachsatteldach und kleinem Schrot, teilweise verbrettert, 1. Drittel 19. Jahrhundert | D-2-75-132-36 | Bauernhaus |

### Oberhiebl
| Lage                   | Objekt                     | Beschreibung                                                                                    | Akten-Nr.     | Bild                       |
| ---------------------- | -------------------------- | ----------------------------------------------------------------------------------------------- | ------------- | -------------------------- |
| Oberhiebl 3 (Standort) | Wohnhaus des Vierseithofes | Zweigeschossiger und traufständiger Halbwalmdachbau mit Putzgliederungen, Mitte 19. Jahrhundert | D-2-75-132-37 | Wohnhaus des Vierseithofes |

### Oberhof
| Lage                 | Objekt                     | Beschreibung | Akten-Nr.     | Bild                       |
| -------------------- | -------------------------- | --- | ------------- | -------------------------- |
| Oberhof 4 (Standort) | Wohnhaus des Dreiseithofes | Zweigeschossiger und giebelständiger Blockbau mit vorschießendem Satteldach und Traufschrot, 1. Drittel 19. Jahrhundert, Dach aufgesteilt | D-2-75-132-38 | Wohnhaus des Dreiseithofes |

### Starzenöd
| Lage                                   | Objekt     | Beschreibung | Akten-Nr.     | Bild       |
| -------------------------------------- | ---------- | --- | ------------- | ---------- |
| Von Starzenöd zur GV-Straße (Standort) | Wegkapelle | Giebelständiger Satteldachbau mit profiliertem Kranzgesims und stichbogiger Öffnung, 1. Drittel 19. Jahrhundert; mit Ausstattung | D-2-75-132-40 | Wegkapelle |

### Urfar
| Lage                                | Objekt                   | Beschreibung                                                    | Akten-Nr.     | Bild                     |
| ----------------------------------- | ------------------------ | --------------------------------------------------------------- | ------------- | ------------------------ |
| Haus Nummer 9; am Stadel (Standort) | Heiligennische und Figur | Figur des heiligen Johannes von Nepomuk, Mitte 18. Jahrhundert. | D-2-75-132-41 | Heiligennische und Figur |

### Voglarn
| Lage                 | Objekt      | Beschreibung | Akten-Nr.     | Bild           |
| -------------------- | ----------- | --- | ------------- | -------------- |
| Voglarn 7 (Standort) | Dreiseithof | Mitte 19. Jahrhundert; Wohnhaus, zweigeschossiger und giebelständiger Satteldachbau mit Bänder- und Putzgliederung; Stall mit Traidkasten, Obergeschoss-Blockbau mit Satteldach und Sterntüren | D-2-75-132-42 | weitere Bilder |

### Zinsberg
| Lage                  | Objekt                     | Beschreibung                                                                                             | Akten-Nr.     | Bild |
| --------------------- | -------------------------- | --- | ------------- | ---- |
| Zinsberg 1 (Standort) | Wohnhaus des Vierseithofes | Mit Blockbau-Obergeschoss, Flachdach, Giebelschrot und profiliertem Türsturz, 4. Viertel 18. Jahrhundert | D-2-75-132-44 | BW   |

## Ehemalige Baudenkmäler
In diesem Abschnitt sind Objekte aufgeführt, die früher einmal in der Denkmalliste eingetragen waren, jetzt aber nicht mehr. Objekte, die in anderem Zusammenhang also z. B. als Teil eines Baudenkmals weiter eingetragen sind, sollen hier nicht aufgeführt werden. Aktennummern in diesem Abschnitt sind ehemalige, jetzt nicht mehr gültige Aktennummern.

| Lage                   | Objekt                          | Beschreibung | Akten-Nr.     | Bild |
| ---------------------- | ------------------------------- | --- | ------------- | ---- |
| Biermeier 1 (Standort) | Rottaler Bauernhaus             | Rottaler Bauernhaus, mit Blockbau-Obergeschoss, Flachdach und Giebelschroten, 2. Hälfte 18. Jahrhundert; zugehörig zu Vierseithof. | D-2-75-132-23 | BW   |
| Forstlehn 1 (Standort) | Wohnhaus des Vierseithofes      | Wohnhaus des Vierseithofes, teilverschalter Blockbau, Anfang 19. Jahrhundert                                                       | D-2-75-132-26 | BW   |
| Jetzenau 4 (Standort)  | Bauernhaus                      | Bauernhaus, mit Flachdach und Blockbau-Obergeschoss, bezeichnet 1827.                                                              | D-2-75-132-33 | BW   |
| Jetzenau 6 (Standort)  | Remise mit Traidkasten-Oberteil | Zugehörige Remise mit Traidkasten-Oberteil und Flachdach, 1. Drittel 19. Jahrhundert                                               | D-2-75-132-34 | BW   |

## Abgegangene Baudenkmäler
In diesem Abschnitt sind Objekte aufgeführt, die früher einmal in der Denkmalliste eingetragen waren, jetzt aber nicht mehr existieren, z. B. weil sie abgebrochen wurden. Aktennummern in diesem Abschnitt sind ehemalige, jetzt nicht mehr gültige Aktennummern.

| Lage              | Objekt                           | Beschreibung | Akten-Nr.     | Bild                             |
| ----------------- | -------------------------------- | --- | ------------- | -------------------------------- |
| Hurn 1 (Standort) | Zugehöriger Heuboden über Remise | Obergeschoss-Blockbau mit seltenem Bundwerk-Oberteil, Anfang 19. Jahrhundert (Anmerkung: Objekt abgebrochen, Ortseinsicht 18. September 2020; im Bayerischen Denkmal-Atlas noch enthalten) | D-2-75-132-30 | Zugehöriger Heuboden über Remise |